# Суспицын, Сергей Алексеевич
Сергей Алексеевич Суспицын — учёный-экономист, лауреат премии имени Л. В. Канторовича (2008).
С 1970 года - работает в Институте экономики и организации промышленного производства СО РАН, руководитель отдела территориальных систем (1989-2015), в настоящий момент - главный научный сотрудник.
Автор и соавтор 310 научных работ, в том числе 21 монографии, из них 6 авторских.
В течение многих лет является соруководителем проекта СИРЕНА (СИнтез РЕгиональных и НАроднохозяйственных решений), объединяющего исследования региональных научных центров Москвы, Урала, Сибири, Дальнего Востока. Разработанные подходы применены к изучению процессов социально-экономического развития Сибири («Стратегия развития Сибири: макроэкономическая и территориальная проекция» (2005), «Реалии и альтернативы развития Сибири» (2011), «Развитие регионов Сибири в условиях генетического сценария», (2011).
Участвовал в разработке экономических программ федерального и регионального статуса: являлся руководителем и ответственным исполнителем разделов Стратегии экономического развития Сибири до 2020 года (2005–2010), Концепции федеральной целевой программы «Сибирь» на 2008-2020 годы, (2006), Проекта долгосрочного социально-экономического развития Востока России, (2006), Стратегии и Программы социально-экономического развития Новосибирской области на период до 2025г. (2007-2009).
Более 30 лет преподавал на экономическом факультете НГУ.

### Работа в научных организациях
- член Ученого совета ИЭОПП СО РАН
- член Объединенного ученого совета по общественным наукам ДВО РАН
- член диссертационных советов при ИЭОПП СО РАН
- член редколлегий всероссийских научных журналов «Регион: экономика и социология», «Пространственная экономика», а также научного журнала «Вестник Северо-Восточного федерального университета имени М. К. Аммосова»

## Награды
- Заслуженный деятель науки Российской Федерации (2009)
- Премия имени Л. В. Канторовича (совместно с А. Г. Гранбергом, В. И. Сусловым, за 2008 год) — за цикл экономико-математических исследований многорегиональных систем
- Премия имени Н. Н. Колосовского объединенного ученого совета по общественным наукам ДВО РАН (2009) - за разработку методов и моделей регионального экономического развития;
- Медаль «За вклад в развитие Новосибирской области» (2011)